# シェイマス
シェイマス（Sheamus、1978年1月28日 - ）は、アイルランドのプロレスラー。
本名、スティーヴン・ファレリー（Stephen Farrelly）。同国ダブリン県ダブリン出身。現在はアメリカのプロレス団体であるWWEに所属。
実況からはケルトの戦士（The Celtic Warrior）やシロザメ（The Great White）と呼ばれている。

## 来歴

### キャリア初期
ラリー・シャープのモンスター・ファクトリーでトレーニングを開始し、2002年にプロレスラーとしてデビュー。2006年頃までヨーロッパで活動する。

### WWE

#### FCW
2007年にWWEと契約を交わし入団。下部組織のFCWで活動。2008年にはジャック・スワガーからFCWフロリダヘビー級王座を奪取した。

#### 2009年
2009年6月30日、ECWでTVデビュー。しばらくはジョバーを相手に試合をしていたが、その後ゴールダストやシェルトン・ベンジャミンと抗争を展開。10月末にRAWへ移籍し、11月23日放送のバトルロイヤルで勝ち残りWWE王座の第一挑戦者となる。そして12月13日に開催されたTLCでのテーブルマッチでジョン・シナを破り、WWE王座を獲得した。

#### 2010年

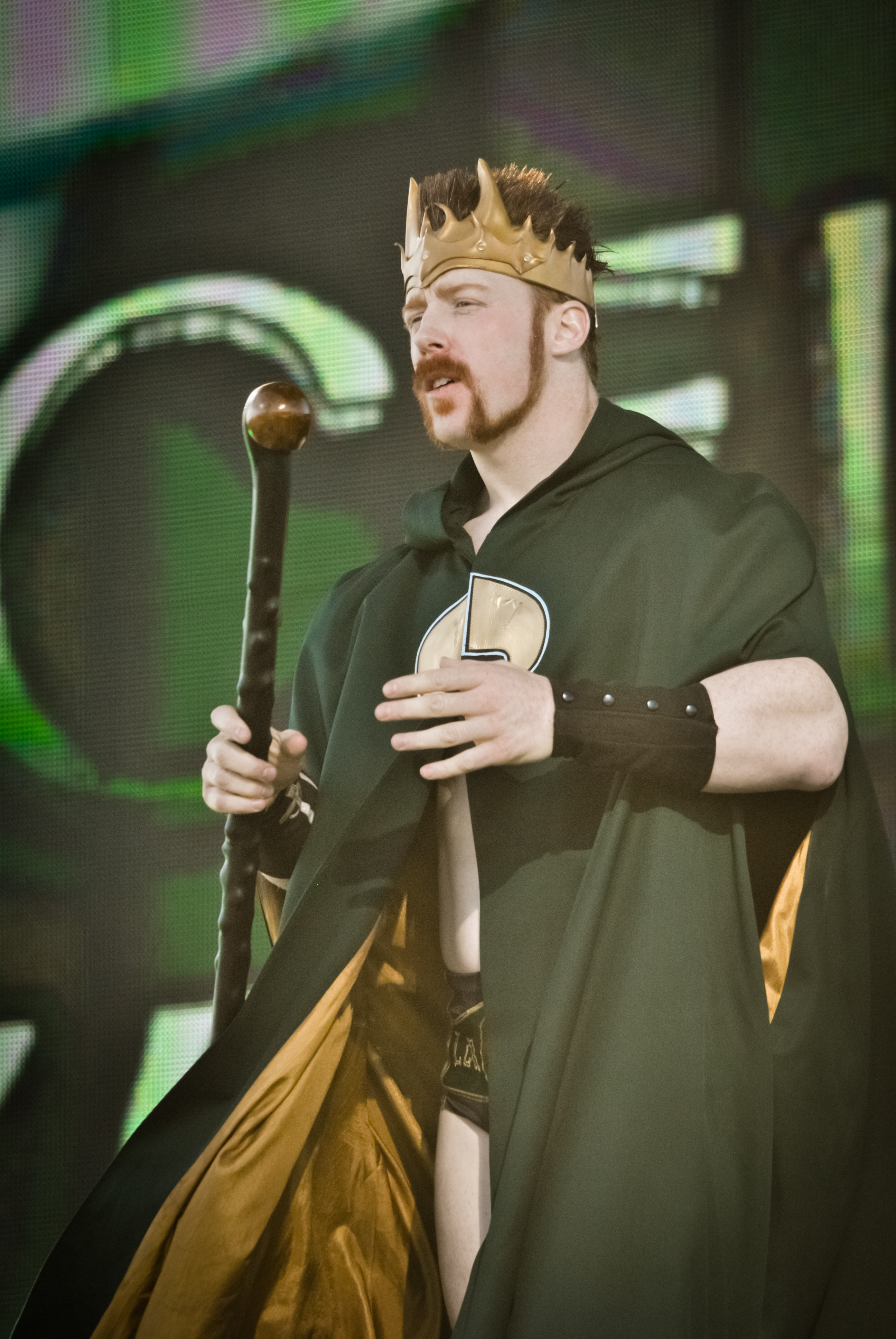
2010年、キング・シェイマス時代

2010年、ランディ・オートンと抗争を開始。ロイヤルランブルでWWE王座をかけて一騎討ちを行い、反則勝ちながらも防衛に成功した。しかし、2月に行われたエリミネーション・チェンバーでのチェンバー戦では、トリプルHにフォールされ、WWEデビュー以来続いていた無敗を止められると共に、WWE王座を失った。これがきっかけとなりトリプルHと抗争を開始する。そしてWrestleMania XXVIではトリプルHに敗れたものの、続くエクストリーム・ルールズでは勝利。ジョン・シナの持つWWE王座に狙いを定めWWE王座戦線に参入し、6月20日に開催されたフェイタル・4ウェイでは、王者シナ・オートン・エッジの3選手と戦い、ネクサスの乱入もありシナからピンフォールを奪い、2度目のWWE王座戴冠となった。その後も防衛戦を行うものの、マネー・イン・ザ・バンクでのジョン・シナとの王座をかけた金網戦ではネクサスの乱入による防衛、続くサマースラムでの王座戦ではオートンを相手に戦ったが、反則をして王座を防衛するなど、完全な勝利による王座防衛はしていない。しかしナイト・オブ・チャンピオンズでの6パック形式のWWE王座戦ではオートンに敗れ、王座を失った。ヘル・イン・ア・セルでは再びオートンと王座戦と戦い、何度も勝利に近づくが破れてしまった。
10月、ブラッギング・ライツではチームRAWの一員として番組対抗戦に出場した。フォールは奪われなかったものの、チームを勝利に導くことはできなかった。翌日のRAWでは昨夜の番組対抗戦で一番手に敗退したサンティーノ・マレラを根に持ち、制裁の意味を込めて対戦したがピンフォールを取られ敗れてしまった。その後からマレラ & ウラジミール・コズロフ組と抗争を開始するが、毎回ジョン・モリソンに邪魔をされるためモリソンと抗争。11月のサバイバー・シリーズではモリソンとの一騎討ちに挑んだが敗れた。11月に2年ぶりに開催されたキング・オブ・ザ・リングトーナメントでは予選でRトゥルース、1回戦でコフィ・キングストン、準決勝は不戦勝（ドリュー・マッキンタイアとエゼキエル・ジャクソンがダブルカウントアウトで引き分けたため）、決勝でジョン・モリソンを破り優勝した。キング・オブ・ザ・リング優勝以降はモリソンと抗争。リングネームもキング・シェイマスとしている。

#### 2011年

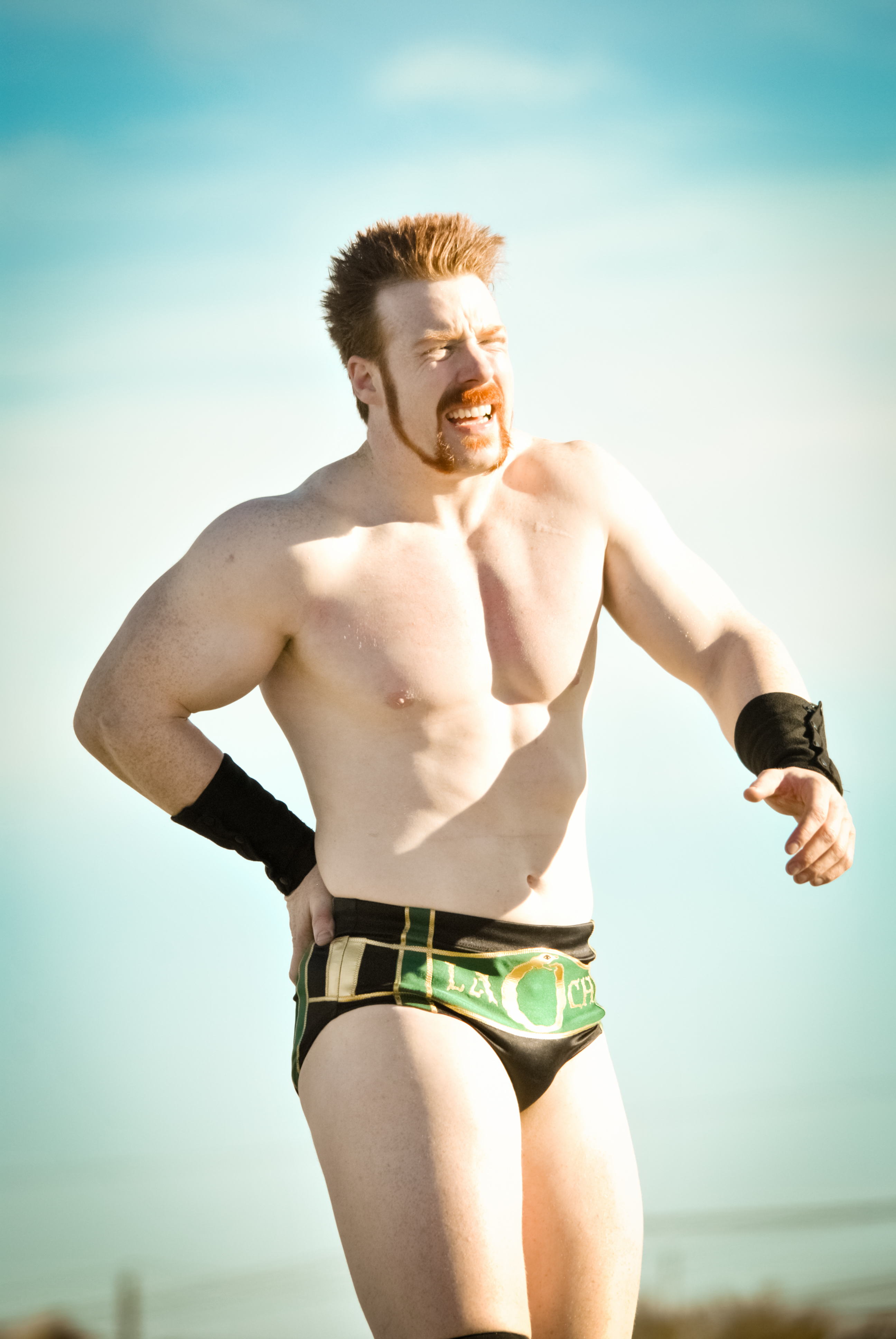
2010年、Tribute to the Troops

2011年、中々勝ち星に恵まれなかったが、3月14日に開催されたRAWでダニエル・ブライアンを下し、自身初のUS王座を獲得した。
4月3日に開催されたWrestleMania XXVIIでは、US王座をかけてダニエル・ブライアンとランバージャックマッチでの再戦が行われる予定であったが、直前に放送時間の問題からダークマッチとなり、さらには試合直前にスマックダウンGMセオドア・ロングの命により、ランバージャックのメンバーを加えた22人でのオーバー・ザ・トップロープバトルロイヤルが行われることとなり、最後まで残ったもののグレート・カリに落とされて敗れた。4月末に行われた追加ドラフトでSmackDownに移籍。長らくヒールとして活躍していたが、7月29日のSmackDownでマーク・ヘンリーを挑発したことでフェイスターン。以降はベビーフェイスとしての声援を浴びながら、徐々に勝ち星を重ねていった。

#### 2012年
2012年、Royal Rumble 2012のロイヤルランブルマッチを制し、レッスルマニアでの任意の王座への挑戦権を獲得。ダニエル・ブライアンが持つ世界ヘビー級王座への挑戦を表明。4月に行われたWrestleMania 28にて、試合開始早々ブライアンが振り向いた瞬間にブローグキックを決め、0分18秒というタイムで世界ヘビー級王座を手にした。アルベルト・デル・リオやMrマネーのドルフ・ジグラーなどと抗争を繰り広げていたが、ヘル・イン・ア・セルにてビッグ・ショーに敗れ、5か月以上続いた王座から陥落。

#### 2013年

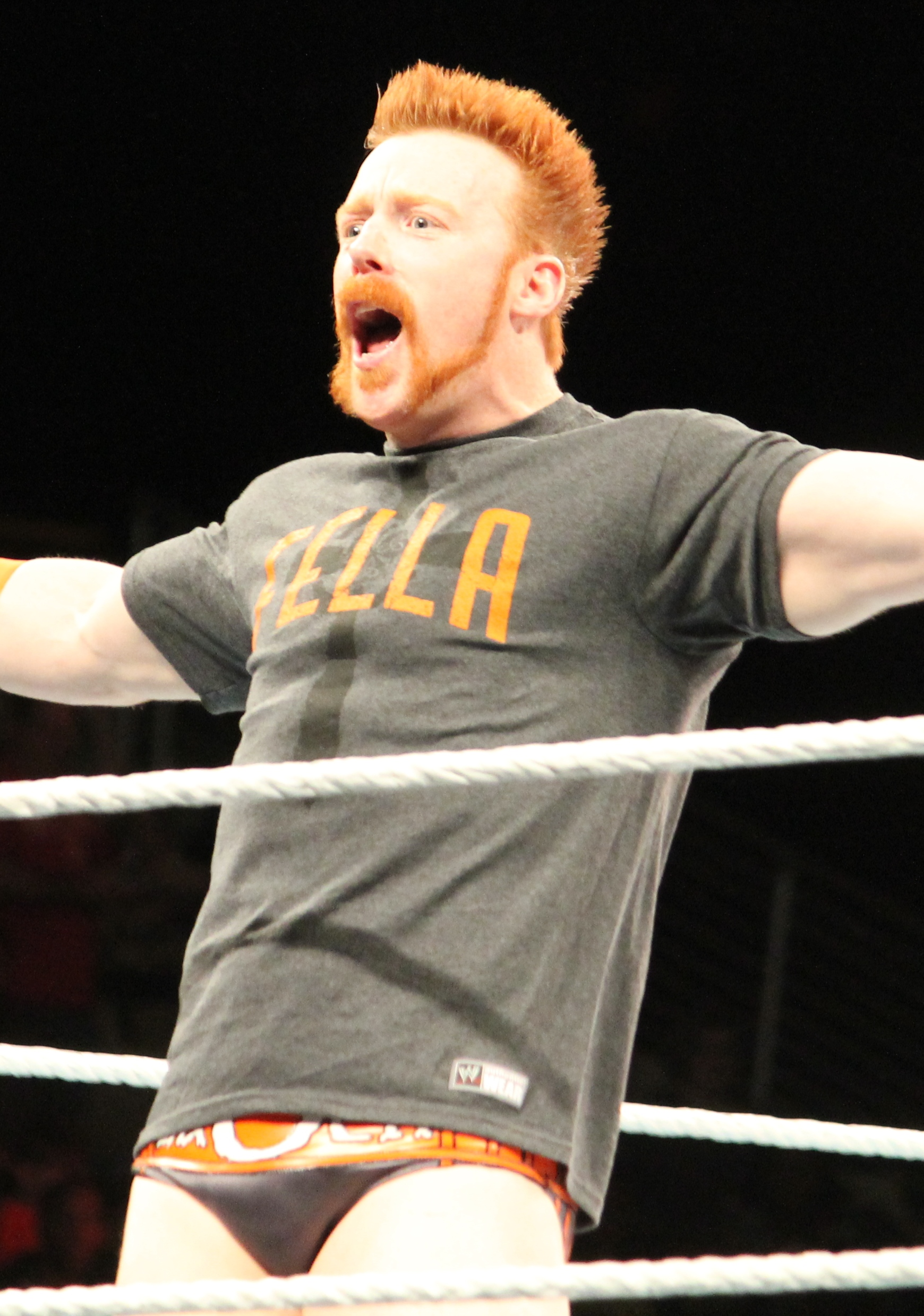
2014年

2013年、ライバックとタッグを結成してザ・シールドとの抗争を開始。6人制タッグマッチでシナやジェリコと共に戦うが勝てず、WrestleMania 29ではオートン、ビッグ・ショーと組んで6人制タッグマッチをするも敗戦。ザ・シールドとの抗争後、ビッグ・ショーやマーク・ヘンリーとの抗争に移る。ヘンリーに勝ったのち、7月にマネー・イン・ザ・バンクのオールスター・マネー戦に出場。その試合で脚を負傷し欠場する。

#### 2014年
2014年1月26日、Royal Rumble 2014で復帰。最後の4人にまで残るが敗退した。翌27日のRAWにて、エリミネーション・チェンバーマッチ形式のWWE世界ヘビー級王座戦へ参加するも、当時抗争中だったクリスチャンによって最初に脱落させられた。
5月、ディーン・アンブローズが保持するUS王座をベルトを賭けたバトルロイヤルに出場し、勝利。2度目のUS王者となる。セザーロやザ・ミズと抗争し王座を守りつつその傍らWWE・世界ヘビー級王座戦線にも参戦したが、11月3日、WWE Network SpcialにてルセフとUS王座戦行いアコレードを決められて敗戦し、王座陥落した。後に負傷して戦線離脱。

#### 2015年
2015年3月30日、RAWにて復帰し、ヒールターン。ダニエル・ブライアンが保持するIC王座を狙うことを表明した。6月14日、Money in the Bank 2015にてマネー・イン・ザ・バンク・ラダー・マッチに出場。終盤になりロマン・レインズがアタッシュケースを獲得しようとした瞬間にブレイ・ワイアットの乱入によりラダーから落とされ、隙を見たシェイマスがアタッシュケースを奪いMr. マネー・イン・ザ・バンクの称号を得た。11月22日、Survivor Series 2015にてWWE世界ヘビー級王座争奪トーナメントにて優勝を果たし王者となったレインズがトリプルHから称えられる中、乱入してブローグ・キックを決めるとマネー・イン・ザ・バンクの権利を行使。1度は返されるが再度ブローグ・キックを見舞い3カウントを奪って王座を戴冠した。

#### 2016年
2016年8月21日、SummerSlam 2016にてセザーロとの7番勝負をする事が発表され、第1戦が行われる。最後にブローグ・キックを決めて勝利。3勝3敗と五分となり9月25日、Clash of Champions 2016にて最終戦を行い、終盤に場外戦へと展開。しかし両者とも力尽きノーコンテストとなり同点で決着がついた。同月26日、RAWにてセザーロとの不透明となった決着についてGMを務めるミック・フォーリーに委ねるがフォーリーより両者共に優劣つけ難い事によりタッグを組む事を指示され、セザーロとタッグチームを結成する事になった。12月18日、Roadblock 2016 End of the LineにてWWEロウタッグ王座を保持するニュー・デイ（コフィ・キングストン & ビッグ・E with エグザビアー・ウッズ）に挑戦。終盤にセザーロがコフィにシャープシューターを極めるもウッズの妨害により阻止され窮地に追い込まれる。しかし、セザーロとタッチをしたと見せかけるトリックプレーでセザーロがコフィからトラブル・イン・パラダイスを決められフォールされるがレフェリーはカウントを取らず、飛び込んでフォールの体勢のまま気がつかないコフィを丸め込み勝利。ベルトを奪取した。

#### 2017年
2017年6月4日、Extreme Rules 2017にてWWE・ロウ・タッグ王座を保持するハーディー・ボーイズ（マット・ハーディー & ジェフ・ハーディー）にスティールケージマッチで挑戦。中盤にジェフより金網を越えて脱出されるが一人となったマットを攻める。しかし、終盤にマットの危機を察したジェフが金網を登り最上段からウィスパー・イン・ザ・ウィンドを仕掛けられ4人とも満身創痍の状態になる。最後に自身とセザーロは金網を登り、ハーディー・ボーイズはドアからの脱出を試みるが、ハーディー・ボーイズよりも先に金網から脱出して勝利。ベルトを奪取した。11月6日、RAWにてWWEロウタッグ王座を保持するザ・シールド（ディーン・アンブローズ & セス・ロリンズ）に挑戦。終盤に自身がロリンズよりフロッグ・スプラッシュを喰らい万事休したところにSmackDown Liveに所属するニュー・デイ（ビッグ・E & コフィ・キングストン & エグゼビア・ウッズ）が登場。RAWのGMを務めるカート・アングルがバックステージよりRAWのレスラーを引き連れて排除しようと混乱に陥り、この隙を突いて自身がロリンズにブローグ・キックを決めて勝利。ベルトを奪取した。

#### 2018年
2018年1月28日、Royal Rumble 2018にてWWE・ロウ・タッグ王座を保持するセス・ロリンズ & ジェイソン・ジョーダンに挑戦。序盤に場外にてセザーロがジョーダンをコーナーに打ちつけるとロリンズを孤立させ、最後は合体技をロリンズに決めて勝利。ベルトを奪取した。10月16日、SmackDown 1000にてセザーロと組んでWWE・スマックダウン・タッグ王座を保持するニュー・デイ（ビッグ・E & エグゼビア・ウッズ）に挑戦。終盤にニュー・デイのセコンドであるコフィ・キングストンより介入されるとバックステージからビッグ・ショーが登場。コフィをチョークスラムで実況席に沈めると最後にビッグ・Eにブローグキックを決めて勝利。ベルトを奪取した。

#### 2019年~
2024年11月、サバイバー・シリーズでの3way戦でルドウィグ・カイザーと共にブロン・ブレイカーに敗れ、IC王座獲得に失敗した。

## その他
- ケルト人特有の赤毛と白い肌がトレードマークで、マイクパフォーマンスやスキットにおいて、敵対しているレスラーからアイルランド訛りの独特の喋り方や、その白すぎる肌がネタにされることが多い（例：マヨネーズ男、クリームチーズ男）。本人もこのキャラクター性を活かすため、日焼け止めクリームを欠かさず使用している。フェイスターン後は肌の色と獰猛なファイトスタイルから"great white shark"（シロザメ）と呼ばれるようになった。
- ドリュー・マッキンタイアと共に、トリプルHとショーン・マイケルズから大変気に入られているとされ、2人から献身的な指導やトレーニングを受けている。
- 若手育成に熱心なトリプルHは近年の若手レスラーの熱心さを高く評価しており、その中でもシェイマスに関しては「自分の至らないところを必死に改善しようとする」姿勢が若手時代全く評価されなかった自分と重なると語っており、ロードも共にしているとのことである。
- 英語が支配言語である首都のダブリン生まれながら、流暢なアイルランド語を話すことができる。またインタビューなどの受け答えも丁寧かつ紳士的で、凶暴なキャラクターを演じている一方で、前職はIT技術士など知的な面を持っている。
- サッカー好きであり、熱狂的なリバプールFCのファン。UKツアーでリヴァプールを訪れた際はユニフォームを着てアンフィールドを訪問している。2017年のRAWマンチェスター大会では、セザーロとともにわざとリバプールのユニフォームを着てリングインし、大ブーイングを浴びた。またスコットランドのセルティックFC（アイルランドがルーツのクラブ）のファンでもある。

## 得意技

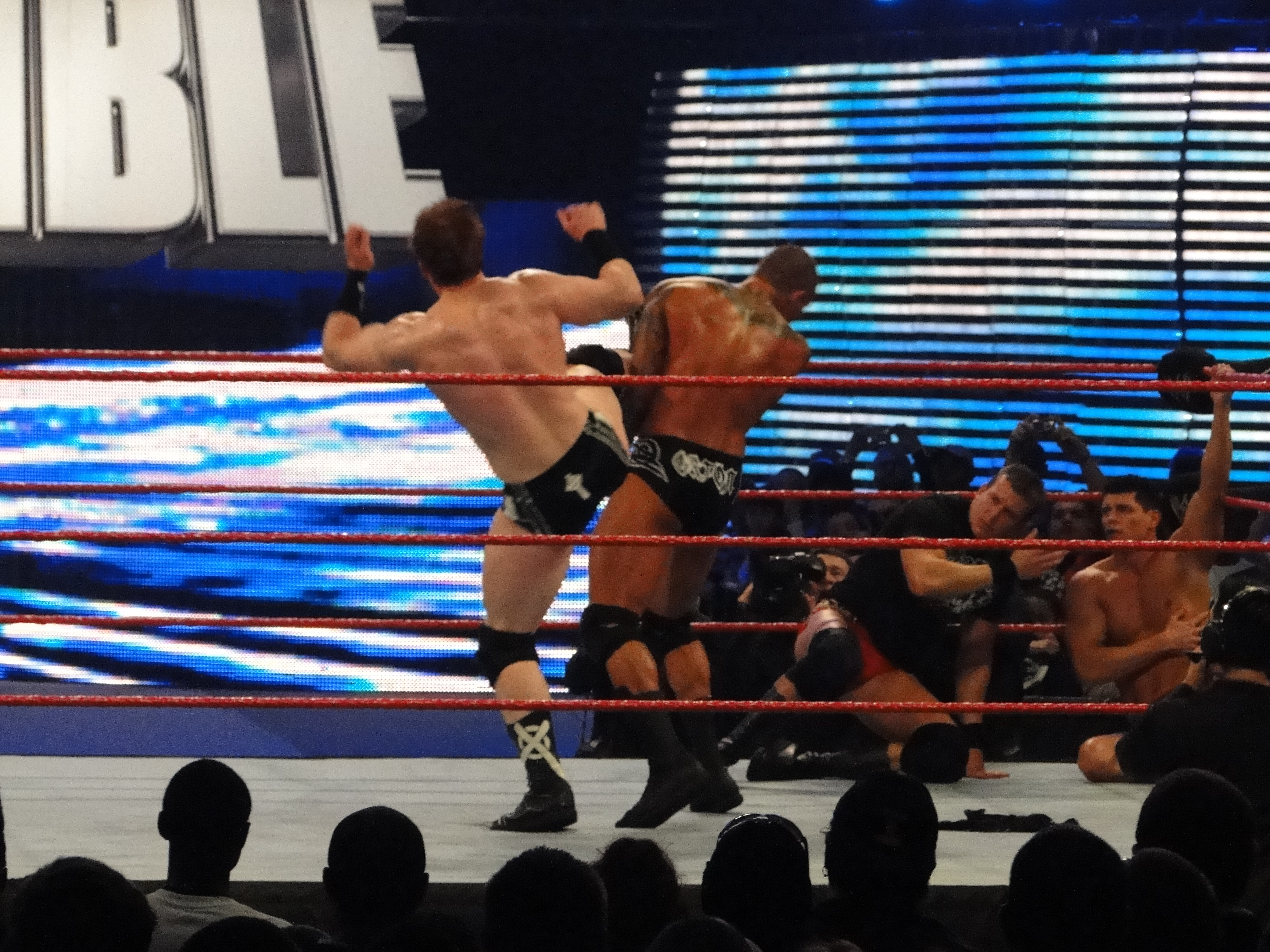
オートンにブローグ・キックを決めるシェイマス

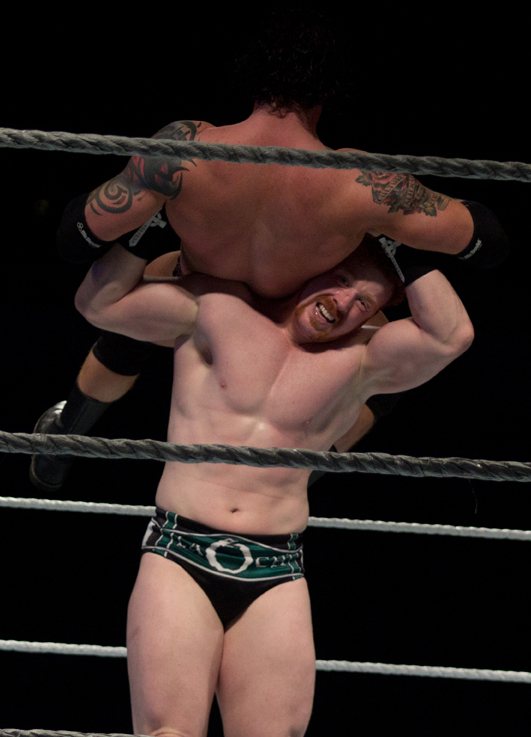
ハイクロス

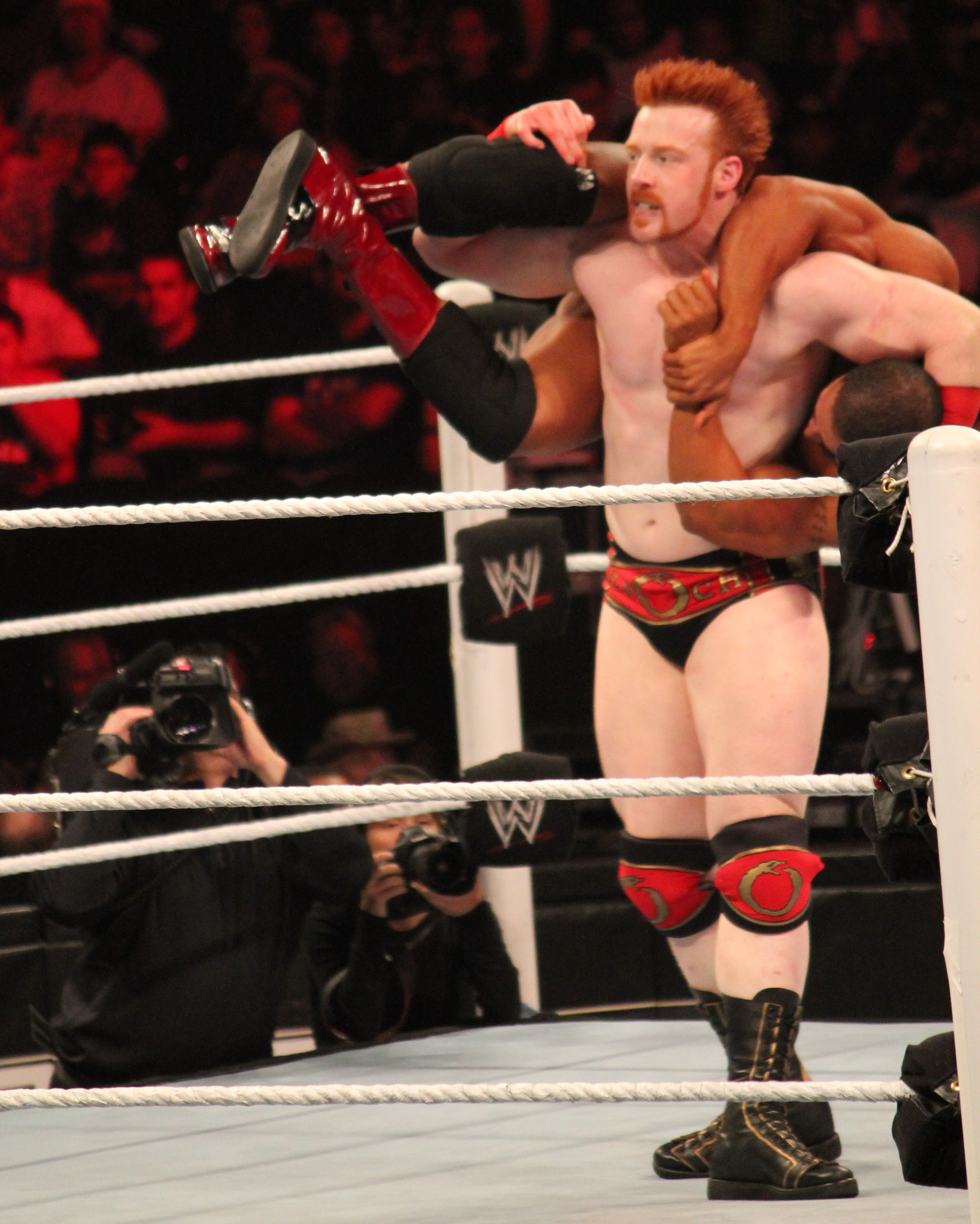
ホワイトノイズ

バウロンの10打

### フィニッシュ・ホールド
ブローグ・キック
バイシクルキック。シェイマスの代表的ムーブで、フィニッシュとして最も多用される。
通常のランニング式、カウンター式のみならず、トップロープから飛んできた相手へのカウンターとしても用いられる。ブローグとはアイルランド人が着用する靴のこと。
ハイ・クロス
スコット・ホールのレイザーズ・エッジと同型技。絶対的フィニッシュホールド。
技名がしっかり統一されておらず、ケルティック・クロス → ペイルジャスティスと名称が変わり、後にハイ・クロスで統一されたように思われたが、その後に再びケルティック・クロスの名称が使われている。
2012年2月、後述のホワイトノイズを使用するようになってからは不発に終わることが多くなり、そのまま使われなくなったが、2022年9月のグンター戦で解禁した。
ホワイトノイズ
ファイアーマンズキャリーの体勢で相手を持ち上げ、カズ・ハヤシのWA4のように相手の頭部を自分のわきに抱えてマットに落とす技。
元WWEのアイルランド人レスラー、フィンレーの必殺技であるケルティック・クロス（自身の使うハイ・クロスとは異なる技）と同型である。2012年2月頃より使い始め、当初は必殺技だったが、この技が決まった後にフラついている相手に対してブローグ・キックを狙うパターンが定着し、この技自体のフィニッシャーとしての機能はなくなった。
アイリッシュ・カース
ロック・ボトムの体勢で持ち上げてから自分の膝に背中を叩きつける変型バックブリーカー。
ECW時代は必殺技に近い技として使用していたが、その後はつなぎ技として使用されており、走ってきた相手へのカウンターとしても使われる。
テキサスクローバーリーフ
2012年中盤、ブローグ・キックがギミック上禁止技にされかけた時に初めて使ったフィニッシャー。
技の形を作った後に力強く持ち上げた状態のまま、相手の頭を自分の両足の間に通すようにしてうつ伏せにさせ、流れるように素早く極めることがある。
ファイアリー・レッド・ハンド
チョークスラムの体勢で相手の喉をつかんで高く持ち上げ、そこから自ら正座の体勢で相手をパワーボムの形で前に落とす技。
略称でFRHと呼称する場合がある。
ファイアリー・レッド・ハンド2.0
ロック・ボトムの体勢から相手を水平に抱え上げて振り子のように前に落下させた相手をロック・ボトムの様にマットに叩き付ける。
略称でFRH2.0と呼称する場合がある。

### 打撃技
エルボー
エルボー・スマッシュ
ナック・パンチ
ハンマー・パンチ
クローズライン
ニーリフト
膝を使って胴体を蹴り上げる技。ダッシュしてから繰り出すランニング・ニーリフトは強力で、ヘビー級の相手でもその威力で体が浮き上がる。この他にも、相手の胴を掴んだ状態で、腹部に思いっきり繰り出すタイプなど、使用法の応用範囲は広い。
バイシクル・ニー
助走をつけて二段蹴りのモーションで軽く宙に舞上がり、振り上げた右膝で相手の顔面や顎、胸板をに下から突き上げるような膝蹴りを叩き込む。
ウォーソード
ランニング・ダブルアックスハンドル。
通常は両手を握り、相手の頭部や背中に上から下へ振り落とす技であるが、シェイマスの場合は野球のバッティングのように横方向へフルスイングして相手の頭部や胸元を殴打する。トップロープから飛んできた相手へのカウンターとしても、時折使われる。
バッテリングラム
ダイビングショルダーアタック。
バウロン・オブ・ザ・ビート
胸板へのハンマーパンチ連打。
相手をトップロープとセカンドロープの間から上半身だけ出して固定し、背後から胸元をハンマーパンチで何回も殴打する。場合によっては11発以上殴ることもある。なおバウロンはアイルランドの打楽器である。
ニー・ドロップ
自身の片足の膝を突き出すように折り曲げて相手に覆いかぶさる格好で倒れ込み、相手の体に足を打ちつける。
ダイビング・ニー・ドロップ 
トップロープもしくはセカンドロープからジャンプして相手の腹部にニー・ドロップを打ちつける。

### 投げ技
ローリング・ファイヤーマンズキャリー・スラム
ファイヤーマンズキャリーの体勢で相手を担ぎ上げて助走をつけ前方に回転して相手をマットに叩きつける。雪崩式も使用する。
パワースラム
相手を肩に担ぎ上げ、体重を浴びせて叩き付ける。
スープレックス
スーパープレックス
ベリー・トゥー・バックスープレックス
抱え上げ式バックドロップを使用。
パワーボム
通常、投げぱなし式の2種類使用。
スパインバスター

### 連携技
ダブル ・ハイクロス
自身とセザーロと同時にハイジャック・バックブリーカーの体勢で頭の上まで相手を担ぎ上げ、前方に投げ捨てるパワーボム。
合体ホワイトノイズ
自身がホワイトノイズの形に抱え、セザーロがミドルロープから相手を押し込んで叩きつける。

## 獲得タイトル
WWE
- WWE王座 : 3回
- 世界ヘビー級王座：1回
- WWE・ロウ・タッグ王座 : 4回

w / セザーロ

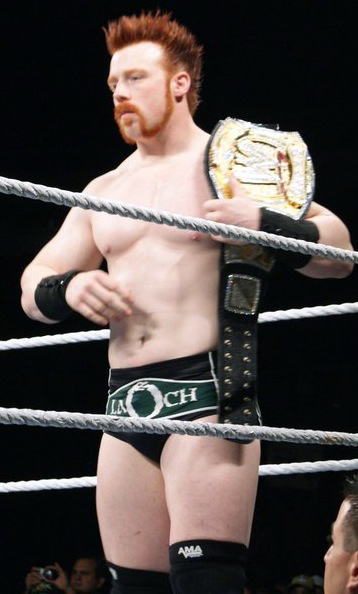
WWE王座

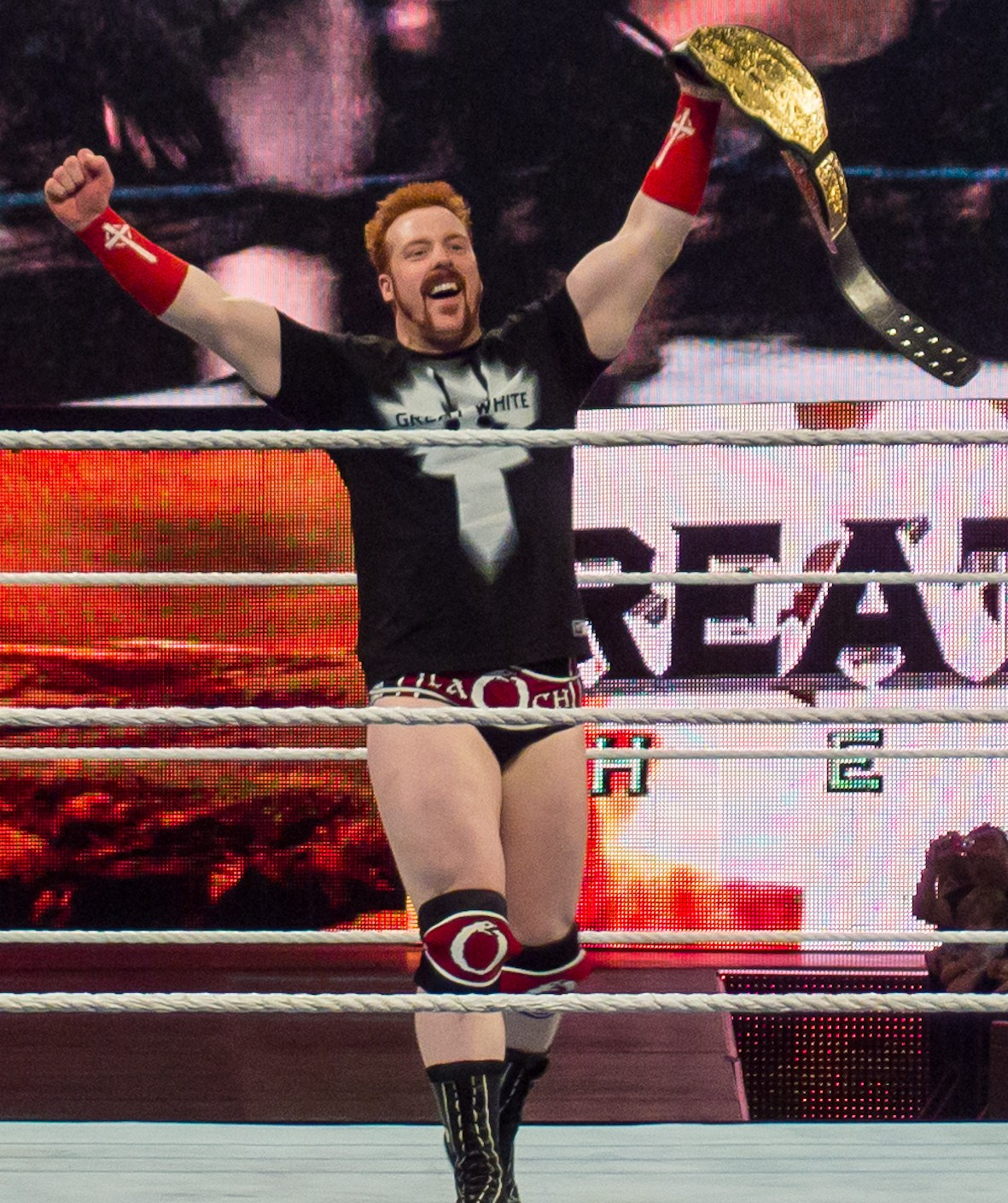
世界ヘビー級王座

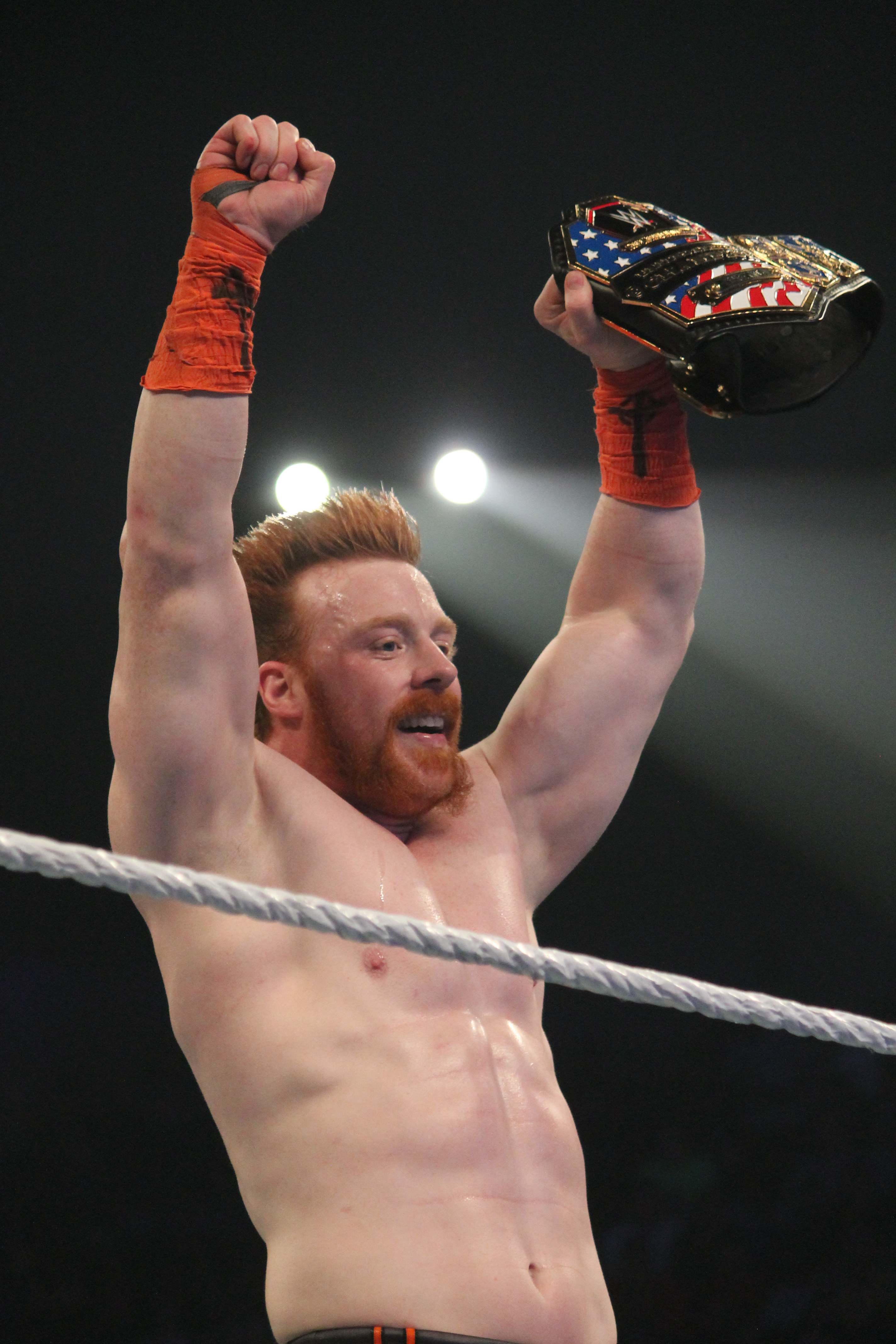
WWE US王座

- WWE・スマックダウン・タッグ王座 : 1回

w / セザーロ : 1回
- WWE US王座：3回
- キング・オブ・ザ・リング : 2010年度優勝
- ロイヤルランブル : 2012年度優勝
- Mr. マネー・イン・ザ・バンク : 2015年

FCW
- FCWフロリダヘビー級王座 : 1回

IWW
- IWWインターナショナル・ヘビー級王座 ：2回

## 入場曲
- Air-Check
- Falkirk Fields
- Irish Curse
- Written in My Face (Sean Jenness)-
- Hellfire 現在使用中
- A League of Their Own

## 出演

### 映画
| 公開年 | 邦題 原題                                                                                             | 役名           | 備考 |
| ------ | --- | -------------- | ---- |
| 2016   | ミュータント・ニンジャ・タートルズ：影＜シャドウズ＞ Teenage Mutant Ninja Turtles: Out of the Shadows | ロックステディ |      |
| 2020   | 目指せ! スーパースター The Main Event                                                                 | 本人           |      |